# 江东
江东，是中国历史的地理概念，屬於漢族地區的一部分。指长江以东地区，又称江左，长江在自九江往南京一段（皖江）为西南往东北走向，于是将大江以东的地区称为“江东”。三国两晋开始江东以文化繁荣、经济富庶著称，至唐以后逐渐被江南的概念取代。宋朝时的江南东路简称江东，首府在江宁府（今南京市），管辖今安徽省长江以南，苏南部分，江西小部分。

## 名称
古以中原为中心，长江以南为外，外即表，故称江南为“江表”。又因位于长江这段的南北走向，又将东南方的地区称“江东”。古人地理左东右西，晋、南朝之时，又常称江东为“江左”。唐朝开元年间，设江南东道于江东地区，因此开始称江东为“江南”。之后江东、江左等词汇也逐渐不再为人所使用，取而代之的是范围更大的江南。

## 经济文化
自东汉起，江东发展为富庶之地，同时也成为汉地的财赋重地。东汉末年，天下大乱民不聊生，但是江东地区极早就被孙策、孙权控制，建立了孙吴政权保持了地区的长期稳定发展。至280年西晋攻吴，东吴投降，又从很大程度上避免了战争的损害。北部中原地区十年后再次发生八王之乱等大规模战事，三十多年后西晋灭亡。在此一百多年间，江东地区享受了基本太平的年代，南北经济对比由此扭转。东晋迁都建康城，中原士族随之衣冠南渡，而北方大部分则被外來胡族占领，江东第一次取代中原成为本土汉族政权的核心长達273年，直至隋灭陈之战。